# Peter Herrmann (Maler)

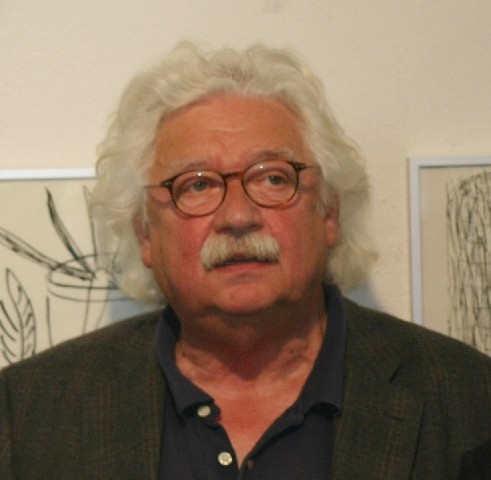
Peter Herrmann, 2012

Peter Herrmann (* 18. Mai 1937 in Großschönau) ist ein deutscher Maler.

## Biographie
Herrmann wurde in Großschönau bei Zittau geboren und wuchs in Breslau und Dresden auf. Ab 1951 machte er im neugegründeten Dresdner Sachsen-Verlag eine Lehre als Chemigraph, auch sein Vater war Chemigraph. In Dresden arbeitete er bis 1970 unter anderem in diesem Beruf. Ab 1953/54 bildete er sich an der Volkshochschule Dresden bei Jürgen Böttcher (Strawalde) als Künstler aus. Seine Mitschüler und Freunde sind Winfried Dierske, Peter Graf, Ralf Winkler (A. R. Penck) und Peter Makolies. Jürgen Böttcher (Strawalde) porträtierte ihn, Peter Graf und Peter Makolies 1961 in seinem Kurzdokumentarfilm Drei von vielen. Die Dreharbeiten endeten einen Tag vor dem 13. August 1961, danach wurde der Film in der DDR verboten. Ab 1971 war er in Dresden als freischaffender Maler tätig. Er gehörte zum Arbeitskreis Leonhardi-Museum, der unkonventionelle Ausstellungen initiierte. Zusammen mit Eberhard Göschel, Jochen Lorenz, Bernhard Theilmann und A. R. Penck gründete er 1978 am Obergraben 9 in Dresden-Neustadt die Obergrabenpresse mit, die sich als Verlag, Galerie und Künstlervereinigung verstand. Herrmann fertigte dort eine Holzschnittmappe zu Gedichten von Michael Wüstefeld an. Ab 1971 gehörte er zur Künstlergruppe Lücke. Herrmann war Mitglied des Verbands Bildender Künstler der DDR.
Herrmann verließ 1984 die DDR, zog nach Hamburg und lebt seit 1986 in Berlin. Sein Atelier befindet sich im Wedding.

## Werk
Dauerausgestellte Werke Peter Herrmanns befinden sich in der Berlinischen Galerie, der Galerie Neue Meister, Kunstmuseum Magdeburg, im Museum Ludwig in Köln sowie im Museum Junge Kunst in Frankfurt (Oder).
Mit dem Bildhauer Hans Scheib bildete er eine Ateliergemeinschaft, aus der drei namhafte Ausstellungen hervorgingen. Die Ausstellung Bleu de Prusse wurde 1989 sogar im Goethe-Institut in Paris gezeigt. Der Goldene Topf wurde 1995 im Oktogon des ehemaligen Sächsischen Kunstvereins auf der Brühlschen Terrasse ausgestellt. 2002 zeigte die Bonner Zentrale der Deutschen Forschungsgemeinschaft Peter Herrmann – Hans Scheib, ein Überblick.
Peter Herrmann wurde 1998 mit dem Preis der Villa Romana (Florenz) ausgezeichnet; 2001 erhielt er den Fred-Thieler-Preis für Malerei.

## Werke (Auswahl)
- In Afrika 1960/Johannesburg (1960, Öl, 64 × 76 cm)[3]
- Sommerlandschaft (1960, Öl, 69 × 99 cm)[3]
- In Afrika 1961/Erinnerungen an Lumumba (1961, Öl, 70 × 50 cm)[3]
- Im Krieg (1961, Öl, 67 × 70,5 cm)[3]

- Meine Freunde 110 cm × 130 cm Öl auf Leinwand (1976)
- Kampfgruppe 185 cm × 250 cm Öl auf Leinwand (1995)
- Brühlsche Terrasse 185 cm × 250 cm Öl auf Leinwand (1995)
- In den sächsischen Wäldern – August 1968 125 cm × 250 cm Öl auf Leinwand (2003)

## Teilnahme an zentralen und wichtigen regionalen Ausstellungen in der DDR
- 1961: Berlin, Akademie der Künste (Jahresausstellung 1961. „Junge Künstler. Malerei“)
- 1974 und 1979: Dresden, Bezirkskunstausstellung
- 1977/1978: Dresden, VIII. Kunstausstellung der DDR
- 1979: Berlin, Altes Museum („Weggefährden – Zeitgenossen. Bildende Kunst aus 3 Jahrzehnten “)
- 1979: Berlin, Altes Museum („Jugend in der Kunst“)